# Glueball
Glueball oder Gluonenball, auch Gluonium, bezeichnet in der Teilchenphysik ein hypothetisches subatomares Teilchen, das nur aus Gluonen (und Seequarks) besteht. Glueballs sind bislang nicht zweifelsfrei nachgewiesen worden.

## Grundlagen
Gluonen vermitteln die starke Wechselwirkung und koppeln dabei an die Farbladung von Elementarteilchen. Dies ist analog zur elektromagnetischen Wechselwirkung, bei der Photonen an die elektrische Ladung koppeln. Ein gravierender Unterschied besteht nun darin, dass Gluonen selbst Farbladungen tragen und damit – im Gegensatz zu Photonen – untereinander direkt wechselwirken können. Daher könnte es Teilchen geben, die nur aus Gluonen zusammengesetzt sind.

## Eigenschaften
| L | S    | JPC           |
| - | ---- | ------------- |
| 0 | 0, 2 | 0++, 2++      |
| 1 | 1    | 0−+, 1−+, 2−+ |
| 2 | 0, 2 | 0++, 2++, 4++ |
| 3 | 1    | 2−+, 3−+, 4−+ |

Da Gluonen ganzzahligen Spin (s=1), keine elektrische Ladung und keine Flavours haben, müsste dies auch für Glueballs gelten. Sie wären damit ungeladene Mesonen ohne Flavour.
Bei Gluonenbällen aus zwei Gluonen (auch Pomeron genannt) koppeln deren Spins zu S=0, 1 oder 2. Aus Symmetriegründen kann S bei geradem Bahndrehimpuls L nur die Werte 0 und 2, bei ungeradem Bahndrehimpuls nur den Wert 1 annehmen. Ungewöhnlich ist hier, dass bereits im Grundzustand (L=0) Mesonen mit Gesamtspin J=2 aufträten.
Bei Gluonenbällen aus drei (auch Odderon genannt) und mehr Gluonen sind die Verhältnisse komplizierter.

## Nachweis
Die Suche nach Glueballs wird dadurch erschwert, dass quantenmechanische Mischungen aus Glueballs und „klassischen“ Mesonen mit gleichen Quantenzahlen möglich sind.
Kandidaten für Glueballs könnten sein:
- Mesonen mit „exotischen“ Quantenzahlen, die nicht für Quark-Antiquark-Zustände möglich sind, z. B. JPC = 1−+ und  JPC = 3−+
- „überzählige“ Mesonen, die nicht in die bekannten Multipletts passen.

2021 publizierte die TOTEM-Collaboration am Large Hadron Collider des CERN in Zusammenarbeit mit der DØ-Kollaboration am Tevatron des Fermilab klare Hinweise (evidence, aber noch nicht definitive observation) auf das Odderon, einen Zustand aus drei oder einer höheren, ungeraden Anzahl von Gluonen.